# تراموا تسویکاو
تراموا تسویکاو (آلمانی: Straßenbahnnetz Zwickau) سیستم تراموا در شهر تسویکاو، آلمان است.
این تراموا که در سال ۱۸۹۴ تأسیس شده دارای ۴ خط، ۴۰ ایستگاه و ۱۸٫۵ کیلومتر طول می‌باشد.

## نگارخانه

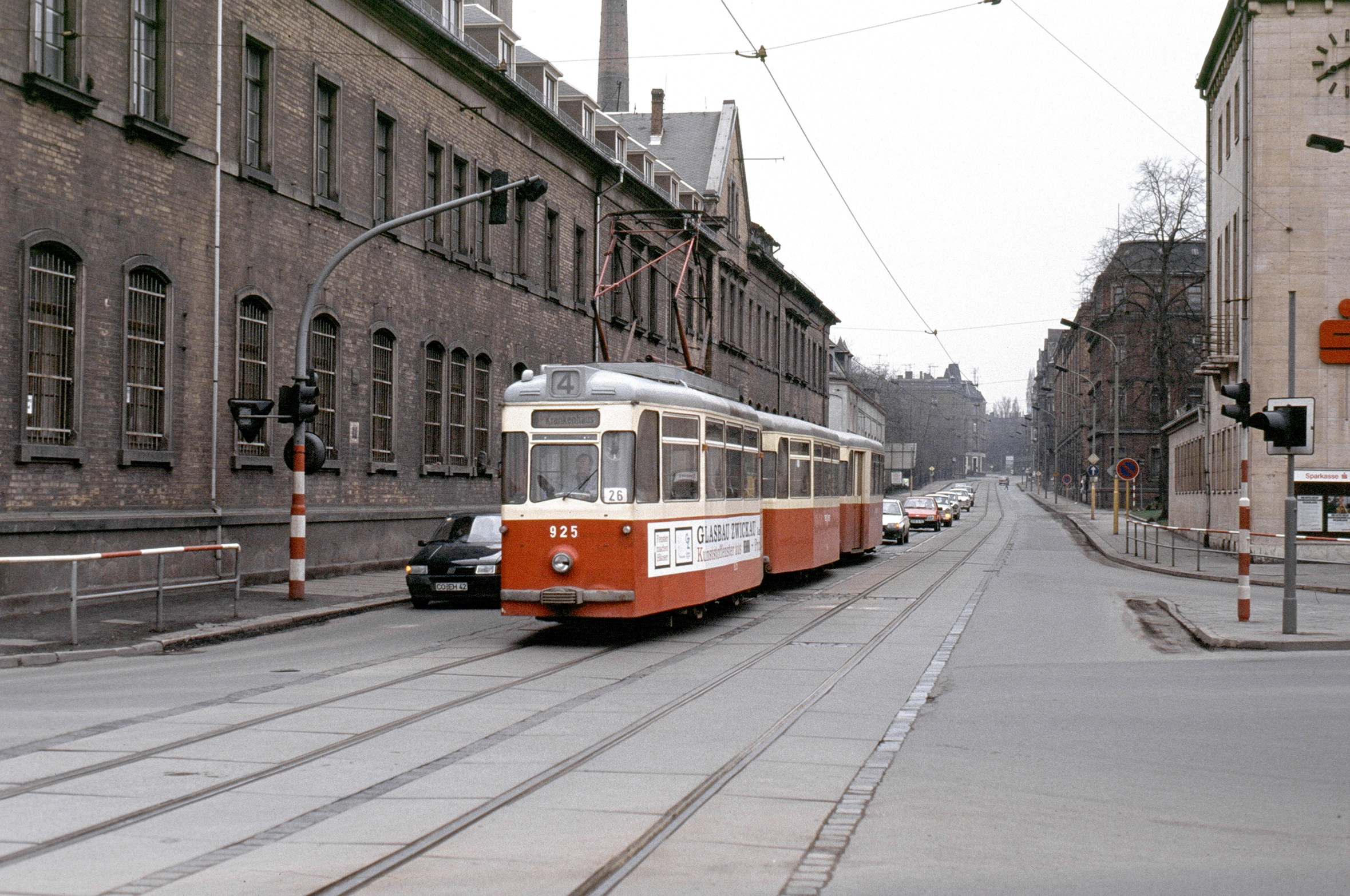
۱۹۹۱
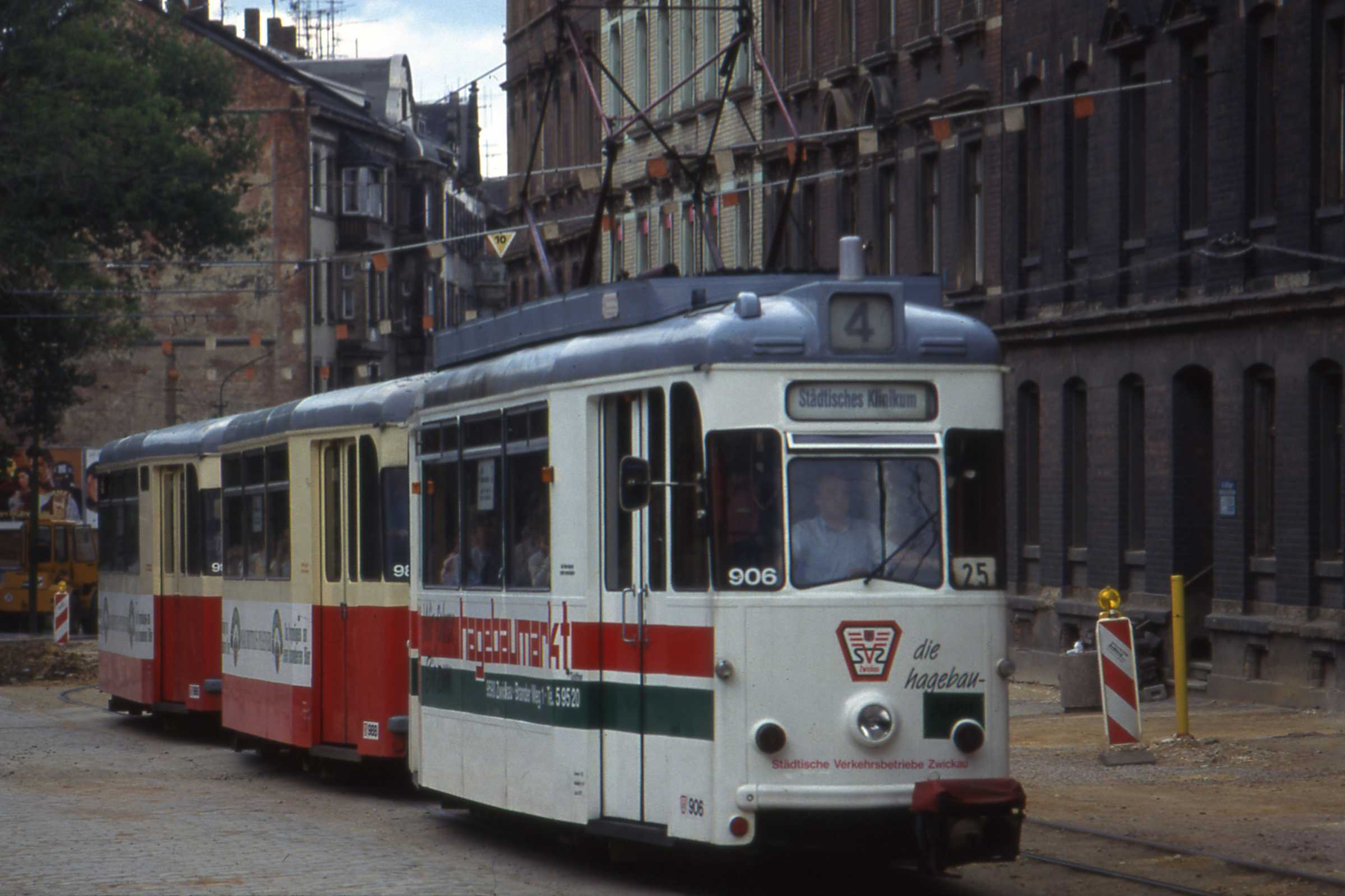
۱۹۹۳
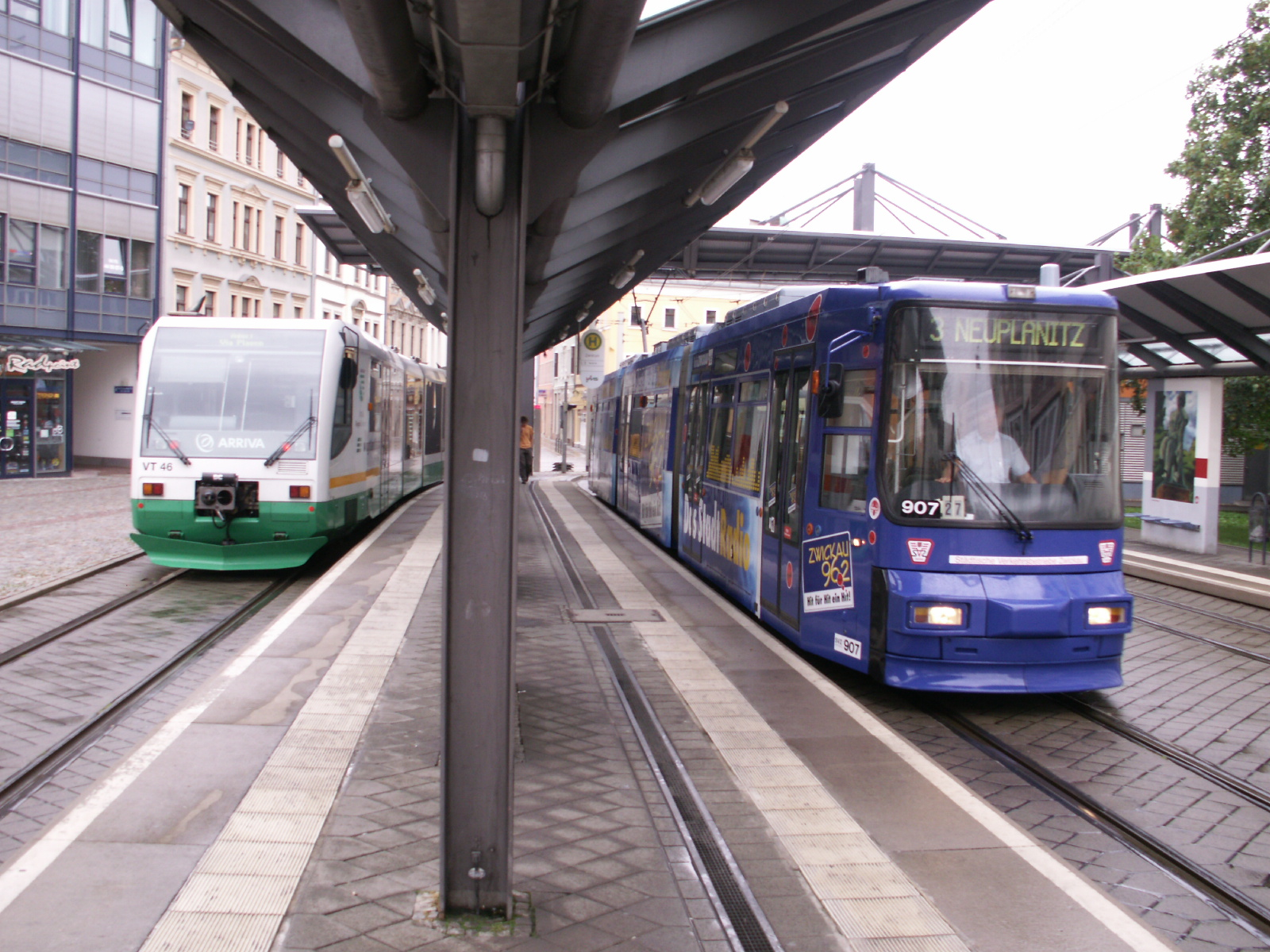
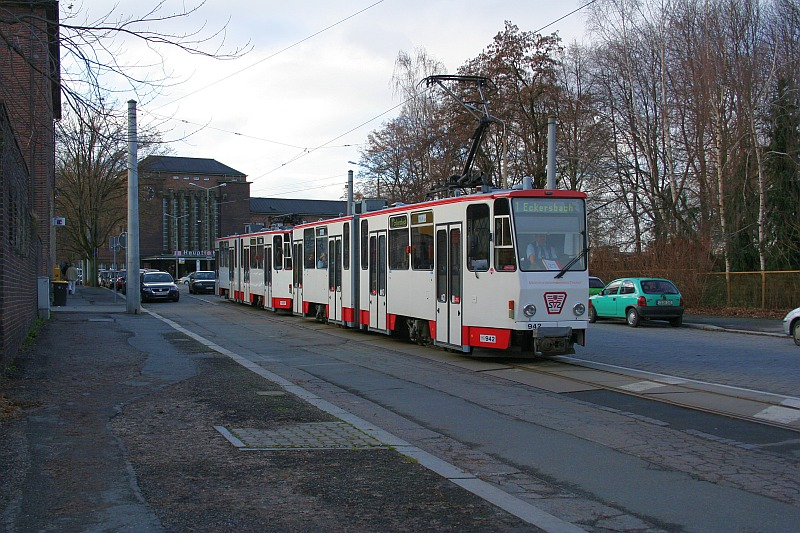
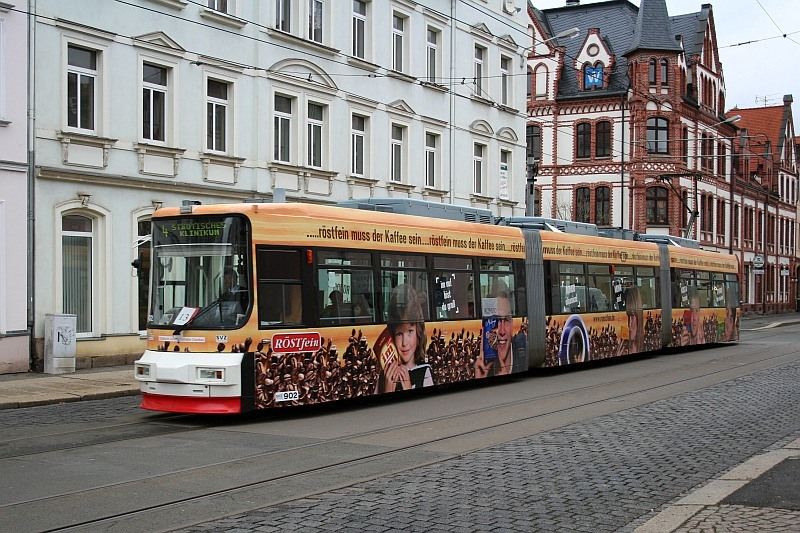